# Барышников, Геннадий Иванович
Геннадий Иванович Барышников (1914—1996) — советский металлург, старший мастер печного пролёта мартеновского цеха Серовского металлургического завода имени А. К. Серова. Герой Социалистического Труда (1966). Лауреат Государственной премии СССР (1967). Заслуженный рационализатор РСФСР (1963). Участник Великой Отечественной войны. Капитан запаса.

## Биография
Родился 31 августа 1914 года в рабочем посёлке Богословский завод Верхотурского уезда Пермской губернии Российской империи (ныне город Карпинск Свердловской области Российской Федерации) в семье рабочего-горняка. Русский. В 1927 году семья Барышниковых переехала в город Надеждинск (ныне город Серов). Здесь Геннадий Иванович окончил неполную среднюю школу № 17 и Надеждинский металлургический техникум. С 1933 года работал в мартеновском цехе Надеждинского металлургического завода сменным инженером, затем инспектором по качеству. В 1938—1940 годах проходил срочную службу в Рабоче-крестьянской Красной Армии. После демобилизации вернулся в Серов. До войны работал мастером отдела технического контроля на металлургическом заводе имени А. К. Серова.
В 1941 году Г. И. Барышников вновь был призван в Красную Армию. Окончил с отличием Московское военно-политическое училище имени В. И. Ленина и был оставлен в нём на преподавательской работе. Почти всю войну он готовил офицерские кадры для фронта. С 1 марта по 10 апреля 1945 года Геннадий Иванович проходил стажировку на 1-м Белорусском фронте в должности заместителя командира батальона 1234-го стрелкового полка 370-й стрелковой дивизии 69-й армии. Боевое крещение принял в боях за плацдарм на западном берегу реки Одер в районе города Лебус. Находясь непосредственно в боевых порядках батальона, старший лейтенант Г. И. Барышников помогал командиру батальона в организации обороны, проводил обучение личного состава, участвовал в отражении контратак противника. 16 марта 1945 года Геннадий Иванович заменил выбывшего из строя командира 7-й стрелковой роты, и умело командуя подразделением, отразил натиск превосходящих сил немцев, за что был награждён орденом Отечественной войны 2-й степени.
После окончания стажировки Г. И. Барышников вернулся на службу в Московское ВПУ. В запас он уволился в 1947 году в звании капитана. В том же году Геннадий Иванович вернулся в Серов и устроился на работу в мартеновский цех металлургического завода. Занимал должности мастера кислой печи, обер-мастера печей, помощника начальника цеха по литейному пролёту, старшего мастера печей печного пролёта. Был также парторгом цеха.
В 1950-е годы на Серовском металлургическом заводе имени А. К. Серова осуществлялась модернизация мартеновского производства, направленная на увеличение объёмов выпускаемой продукции. В результате осуществлённых под руководством директора завода В. П. Филатова мероприятий существенно выросли основные показатели мартеновских печей. Так по сравнению с 1946 годом к 1955 году съём стали с квадратного метра пода вырос с 3,2 до 5,7 тонны, средний вес плавки увеличился с 83 до 126 тонн, а длительность плавки сократилась с 14 часов 18 минут до 12 часов 2 минут. Однако дальнейшее наращивание объёмов производства столкнулось с серьёзной проблемой — быстрым износом подин. Сталеварам приходилось гораздо чаще производить их наварку, которая занимала до пяти суток. Увеличение скорости наварки подин позволило бы существенно сократить простои печей, и соответственно получить дополнительный металл. В 1958 году Геннадий Иванович Барышников предложил оригинальный способ наварки подин с помощью обыкновенной окалины. Для этого огнеупорную кладку ванны печи разогревали до 1700°С и пропитывали окалиной, а сверху покрывали двумя слоями магнезитового порошка. В результате предложенного метода скорость наварки подин сократилась до 7 часов. В ходе дальнейших исследований было найдено решение проблемы, являвшейся ахиллесовой пятой мартеновского производства со времён его изобретения — долговечности подин. Над этой проблемой безуспешно бились многие учёные с мировым именем, в том числе и знаменитый советский металлург В. Е. Грум-Гржимайло, а справился с ней выпускник металлургического техникума, металлург-практик Г. И. Барышников. Применение мелкодисперсного магнезитового порошка, размолотого до состояния пыли, вместо обычного порошка создавало подину высокой прочности. При этом скорость заправки подин (профилактического ремонта после каждой плавки) сократилась до одного часа.
Разработанный Г. И. Барышниковым метод был успешно апробирован на Серовском металлургическом заводе в 1962 году, а затем стал внедряться на других предприятиях металлургической отрасли. Дважды Геннадий Иванович ездил в Чехословакию, где помогал внедрять новый метод формирования подин чешским и словацким металлургам. В 1966 году Г. И. Барышникову указом Президиума Верховного Совета СССР был присвоено звание Героя Социалистического Труда.
Метод скоростной наварки подин мартеновских печей был главным, но не единственным изобретением Г. И. Барышникова. За время работы на Серовском металлургическом заводе Геннадий Иванович сделал более сотни различных изобретений и рационализаторских предложений, большинство из которых было внедрено в производство. В 1963 году ему одному из первых в Свердловской области было присвоено почётное звание «Заслуженный рационализатор РСФСР», а в 1967 году его деятельность в этом направлении была отмечена Государственной премией СССР и Золотой медалью ВДНХ.
После выхода на пенсию в 1969 году Г. И. Барышникова в 1970 году пригласили на работу в Уральский научно-исследовательский институт чёрных металлов, где он семь лет трудился старшим инженером. В конце 1970-х годов он возвратился в Серов и с 1978 по 1980 год работал старшим инженером лаборатории мартеновского цеха металлургического завода имени А. К. Серова. С 1980 года Г. И. Барышников постоянно проживал в городе Свердловске. 20 октября 1987 года был награждён вторым орденом Отечественной войны 2-й степени.
Умер 3 октября 1996 года. Похоронен на Лесном кладбище Екатеринбурга.

## Награды и звания
- Медаль «Серп и Молот» (1966)
- Орден Ленина (1966)
- Орден Отечественной войны 2-й степени — дважды (03.05.1945; 20.10.1987)
- Государственная премия СССР (1967)
- Золотая медаль ВДНХ СССР (1967)
- Серебряная медаль ВДНХ СССР (04.12.1979)
- Заслуженный рационализатор РСФСР (1963)[3]

Награды Чехословакии:
- Орден Труда (18.11.1964)

## Память
- Имя Г. И. Барышникова увековечено на мемориальной доске Героев Социалистического Труда металлургического завода имени А. К. Серова на площади перед зданием заводоуправления.

## Документы
- Общедоступный электронный банк документов «Подвиг Народа в Великой Отечественной войне 1941—1945 гг.» Архивировано из оригинала 13 марта 2012 года. номера в базе данных: 28578508 Орден Отечественной войны 2-й степени (1945). Дата обращения: 8 ноября 2013. Архивировано 4 марта 2016 года., 1510847734 Орден Отечественной войны 2-й степени (1987). Дата обращения: 8 ноября 2013. Архивировано 4 марта 2016 года.